# Литораль (департамент)
Литораль (фр. Littoral) — самый маленький и густонаселённый департамент Бенина. Административный центр и крупнейший город — Котону, который, а не официальная столица Порто-Ново, фактически, является экономическим и политическим центром страны.

## География
Граничит с департаментом Атлантический на западе и севере, с департаментом Уэме — на востоке. На юге омывается водами залива Бенин.

## Административное деление
В департаменте выделена одна коммуна, одноимённая городу.